# Kylo Ren
Kylo Ren je izmišljeni lik iz sage Zvijezdani ratovi redatelja George Lucasa. Prvi put se pojavljuje u Ratovi zvijezda VII: Sila se budi kao majstor viteza od Ren, moćni korisnik tamne strane Sile u službi Prvog reda. “Kylo Ren“ je u stvarnosti Ben Solo, sin Han Soloa i Leije Organe, nećak Luke Skywalkera, te unuk Anakin Skywalkera/Darth Vadera i Padme Amidale. Podućen od svojeg strica Luke Skywalkera za Jedia ubrzo postaje zaveden tamnom stranom Sile preko Vrhovnog vođe Snokea i teži time da postane moćan poput svog djeda Darth Vadera.
Kao majstor vitezova od Ren i zapovjednik pod Vrhovnim vođom vodi Prvi red s ciljem ponovno uspostaviti slavu Galaktičkog Imperija.
Glumi ga američki glumac Adam Driver.

## Epizoda 7

### Potraga za kartom
U potrazi za kartom koja vodi k Lukeu Skywalkeru, Kylo Ren predvodi napad na selo na Jakku i ubija starog istraživaća Lor San Tekka koji je posljednji bio u vlasništvu karte, te hvata Poe Damerona, pilota Otpora koji je trebao preuzeti kartu. Ono što ne zna je da se karta nalazi u droidu BB-8 koji je uspio pobjeći. Nakon saslušanja Kylo saznaje da je karta još na Jakku, dok Poe uspijeva pobjeći uz pomoć dezertera Finna. BB-8 se upoznaje s Rey i zajedno s Finnom bježi na Millennium Falconu kojeg ubrzo pronalazi stvarni vlasnik broda Han Solo.
U međuvremenu postaje jasno da je Kylo Ren u stvarnosti sin Hana i Leije, pravim imenom Ben, i bivši Lukeov Jedi učenik. Zaveden tamnom stranom Sile preko Vrhovnog vođe Snoka, uništio je novu Jedi akademiju i pridružio se Prvom redu, ali osjećajući zov svijetle strane često priziva savjet svojeg djeda, Darth Vadera.

### Sila se budi
Dolaskom na Takondan da se domogne droida s kartom, Ren susreče djevojku Rey u šumi koja omogućuje droidu da utekne pred napadaćima. Ren shvaća da je Rey vidjela kartu, te ju otima uvjeren da će iz nje izvući informacije. Za vrijeme saslušavanja pokušava pomoću Sile navesti Rey da mu preda kartu, no zaprepašteno prekida pokušaj nakon što mu se ona uspijeva oduprijeti Silom i pročitati njegov strah da nikada neće biti moćan kao Darth Vader. Dok on odlazi obavjestiti Snokea o njenim sposobnostima, ona uspijeva pomoću “Jedi mentalnog trika“ prevariti stražu i pobjeći.

### Dvoboj u šumi
Na bazu Prvog reda dolaze Han, Chewbacca i Finn da bi onesposobili štitove i omogućili napad Otpora, te oslobodili Rey koju ubrzo susreću. Nakon što postavi sav eksploziv, Han odlučuje suprotstaviti se sinu, prozivajući ga rođenim imenom, te ga moli da se vrati kući, upozoravajući ga da ga Snoke samo iskorištava. Ren priznaje da osjeća sukob u sebi i moli oca za pomoć na što ovaj rado pristaje, no u tom trenutku ga Kylo probada svjetlosnim mačem i baca u ponor. Bijesni Cheewbacca puca na Rena nakon ćega ovaj kreće u potjeru za Rey i Finnom. U šumi se Finn suprotstavlja Renu pomoću Lukeovog starog svjetlosnog maća, ali ga Ren ubrzo nadvlada i teško ranjuje. Rey tada uzima mać i pomoću Sile uspijeva oduprijeti Renovim napadima. On joj nudi da ju podućuje ali ona ga ranjuje preko lica. Dvoboj se prekida kada se planet poćinje raspadati i oboje ostaju na suprotnim klancima. Rey biježi s ostalima, dok Snoke naređuje generalu Hux da dovede Kylo Rena da dovrši obuku.

## Epizoda 8

### Napad
Nedugo nakon uništenja baze i mega oružja Prvog reda, ovaj pokreće napad na bazu Otpora na D'Qaru. Dok se Otpor bavi evakuacijom, pilot Poe predvodi napad na bomber Prvog reda u kojemu obje strane doživljuju velike gubitke. Nakon što Vrhovni vođa Snoke predbacuje Kylo Renu slabost i djetinjasto ponašanje, ponavljajući kako mu je sudbina nastaviti nasljedstvo Darth Vadera i kako je slab dozvolio da ga ne trenirana djevojka nadvlada, Ren kasnije bijesno razbija svoju kacigu i odlučno odlazi predvoditi napad na mrski Otpor. Za vrijeme napada u svemiru Ren uspijeva sa svojom letjelicom uništiti mnoge dijelove Otpora, no kada osjeti prisustvo svoje majke Leije na centralnom brodu okljeva s napadom, što vodi do toga da suborci pucaju te u napadu pogibaju mnogi generali Otpora a Leia ostaje ranjena.

### Susret Svijetle i Tamne strane
Dok Prvi red nastavlja sljediti Otpor, Ren iznenada doživljuje telepatsku povezanos s Rey kroz Silu- pomoću koje im je moguće jedan drugog vidjeti i međusobno razgovarati. Ne obazirajući se na njene optužbe ju ispituje o lokaciji gdje se Luke nalazi, no ona mu samo predbacuje da je čudovište. Kasnije joj isprića svoju verziju događaja koji su vodili do uništenja nove Jedi akademije. Iako i dalje odbija odati lokaciju Lukea, za vrijeme kasnijeg razgovora Rey pruža svoju svoju ruku i njegova i njena ruka se dodiruju, što vodi do toga da ona osjeti njegov unutarnji sukob, a on istinu o njenom podrijetlu. Ali se tu odjednom pojavi Luke i prestravljen prekida sustret.

### Živio vrhovni vođa
Uvjerena da može vratiti Rena na svijetlu stranu Rey odlazi na glavni brod Prvog reda, no Ren ju pod pritvorom vodi pred Vrhovnog vođu. Rey ga još jednom uvjerava da će on preći na svijetlu stranu dok ju on uvjerava da će ona preći na tamnu stranu. Dolaskom pred Snokea ovaj priznaje da je on stvorio telepatsku povezanost između njih dvoje kao mamac i zapovjeda Renu da ju ubije. No, iako očigledno na strani Snokea Ren odjednom ubija ovoga i zajedno s Rey se bori protiv Snokove garde koja ih sada napada. Nakon borbe Ren još jednom nudi Rey da pređe uz njega te da zajedno vladaju galaksijom, no ona ponovno odbija, čak i nakon što joj on predbacuje da se ona uzaludno drži za prošlost i nadu, te kako je jedini način biti slobodan uništiti sve što je bilo i kako premda su joj roditelji bili nebitni pijanci ona ne može imati mjesto u galaksiji osim uz njega. Pri pokušaju da oboje dođu do Lukeovog svjetlosnog mača ovaj puca, dok se svemirski brod na kojemu se nalaze poćinje raspadati nakon što je vice admiralica Holdo zabila svoj brod u njega. Dok je Ren na trenutak bez svjesti Rey s ostacima maća bježi. Trenutak kasnije ulazi general Hux te mu Ren kaže kako je odbijegla djevojka ubila Snokea i gardu. Kylo Ren tada sebe proglašava novim Vrhovnim vođom.
Kroz novostečenu poziciju, Ren zapovjeda napad na novu bazu Otpora te sam predvodi napad na Crait, naređujući da neće biti zarobljenika. Otpor pokušava pokrenuti obrambeni protu napad ali se mora povući te im Millennium Falcon s Chewbaccom i Rey dolazi u pomoć. Odjednom se pred bazom pojavljuje Luke i Ren naređuje sve oružje da cilja na njega, no ovaj ostaje ne ranjen. U bijesu se Ren zatekne u divljem dvoboju s Lukeom, za vrijeme kojega ga Luke moli za oprost no Ren odvraća da će ubrzo uništiti i posljednjeg Jedija. Luke ga uvijerava da on nije posljednji Jedi te da će poput njegovog oca uvijek biti uz njega. Zadnjim zamahom Ren očigledno rasjeće Lukea no ubrzo se otkriva da se Luke zapravo još uvijek nalazi na drugoj strani galaksije te da je ovo bilo samo projekcija. Na Ahch-To iscrpljeni Luke promatra zalazak sunca dok spokojno postaje jedno sa Silom dok Otpor za to vrijeme uspije pobjeći. Ulaskom u napuštenu bazu Ren još jednom viđa Rey preko povezanosti, no ona bez riječi zatvori vrata Falcona i odlazi.

## Epizoda 9
Adam Driver se ponovno pojavljuje kao Kylo Ren u Ratovi zvijezda: Uspon Skywalkera.

### Glasovi prošlosti
Ren, koji već vlada godinu dana kao Vrhovni vođa Prvog reda, pretražuje galaksiju za Sith kompasom koji bi ga odveo do svetog planeta Sith, Exegol, u nadi da ubi uskrslog cara Palpatina kao prikaz svoje moći. Kada Ren pomoću kompasa stigne do Exegola, Palpatine otkriva da je on cijelo vrijeme manipulirao Renom, stvorivši Snokea kao sredstvo da Ren skrene na tamnu stranu i uvježba ga u načinima Sile. Palpatine obećava Renu novo carstvo nad kojim bi Ren vladao kao car, navodeći da će to ostvariti pomoću ogromne flote Star Destroyer poznate kao Konačni poredak, za uzvrat traži prvo da Ren mora ubiti Rey.

### Tajne i odluke
Ren nastavlja tražiti Rey kroz galaksiju, dok se istovemeno i dalje nalazi s njom u vezi putem Sile, koristeći te informacije kako bi otkrio njezinu lokaciju. Ren ju pokušava spriječiti u pronalaženju drugog kompasa, te joj u jednom od razgovora priznaje da ona ima veći udio u priči nego što je prvotno mislio, i obećava joj cijelu priču ispričati osobno. Kad se konačno još jednom sretnu licem u lice, Ren objašnjava Rey da je ona unuka od Palpatinina, te da su oni su dijada u Sili s izuzetno snažnim potencijalom kada zajedno. Još jednom je moli da pođe uz njega i da mu se pridruži da zajedno ubiju Palpatina i preuzmu moć. Rey odbija, ali on je ne želi ubiti i slijedi je do Kef Bira. Susrevši se ponovno s njom na olupini druge Zvijezde smrti, on je nastavlja moliti da mu se pridruži te uništi njen kompas, govoreći joj da sada može doći do Palpatina samo s njim. Bjesna ga ona napada i Ren se upušta s njom u dvoboj sa svjetlosnim mačevima. Odjednom Ren osjeti prisutnost svoje majke preko Sile i u trenutku ne pažnje ga očajna Rey probada mačem. Zgrožena onime što je učinila ga Rey liječi putem Sile te odlazi s njegovim brodom, nakon što mu priznaje da je željela uzeti ruku Ben Soloa, ali ne i Kylo Rena. Sam na olupini Ren vidi viziju svog oca Han Soloa i u odjeku njihovog posljednjeg susreta Ren kaže Hanu da "znam što moram učiniti, ali ne znam imam li snage da to učinim ", na što mu otac odgovara: " Znaš. " Kako Han nestaje, njegov sin baca svjetlosni mač u more, odričući se svoje uloge vrhovnog vođe i vraćajući se svom starom identitetu Ben Soloa.

### Pobjeda Svijetla nad Tamom
Ben sada odlućno odlazi da pomogne Rey da porazi Palpatinea na Exegolu, nakon što je odustao od tamne strane. Rey osjeti njegovu prisutnost i koristi njihovu vezu kako bi mu dala svjetlosni mač Anakina, koji Ben koristi da porazi vitezove Rena. Palpatine tada osjeti Rey i Benovu vezu kao dijadu Sile i apsorbira njihovu energiju za obnavljanje vlastitog tijela, prije nego što Bena baca u ponor. Međutim, Rey uspije pobijediti i ubiti Palpatina prije nego što sama umre od napora. Ben se popne iz ponora i nađe Reyino tijelo te uspijeva prenijeti cijelu svoju životnu energigu u nju, uspješno je oživljavajući, ali žrtvujući svoj vlastiti život u tom procesu. Dijele zagrljaj i strastveni poljubac prije nego što Ben mirno umre u Reyinom naručju. Tijelo mu blijedi istovremeno s majčinim, postajući jedno sa Silom.

## Koncepcija lika
Abrams je zatražio da se maska lika osmisli tako da djetetu ostane lako u sjećanju. Još u ožujku 2014., glavni antagonist filma bio je poznat produkcijskom timu samo kao "Jedi Killer" te je prošao kroz brojne neodobrene pokušaje dizajna, od kojih je jedan kasnije izkorišten za kapetanicu Phasmu. Istog mjeseca konačno je odobren dizajn Glyna Dillona za kostim lika. Prema Abramsu, "dizajn je trebao biti u znaku Vaderove maske", a dizajner koncepta Doug Chiang kaže da lik "preuzima [osobu] [Vadera] kako bi progonio Lukea." Prema kostimografu filma Sila se budi Michaelu Kaplanu,
Ne znam jesu li to bile linije tipa špagete ili što, ali sljedeći put kada je J.J. došao to je ono što smo mu predstavili i svidjelo mu se. Također se srebro u tim linijama na neki način odražava i mijenja boju s akcijom. Znate, ako on stoji ispred vatre, vidite to, pa vas to gotovo dovede u masku.
Odabir glumca Adam Drivera u filmu u neimenovanoj ulozi prvi put je objavljen 29. travnja 2014. godine. Kylo Ren je prvi put viđen odostraga, ali još uvijek nije imenovan, u 88-sekundnom teaser traileru za film koji je Lucasfilm objavio 28. studenog 2014. kako rukuje nazubljenim crvenim svjetlosnim mačem. Ime Kylo Ren, kao i dizajn lika, otkrio je Entertainment Weekly u mock-upu trgovačke kartice u stilu Toppsa koji je dizajnirao Lucasfilm 11. prosinca 2014.; lik pod nazivom "Kybo Ren" prethodno je bio prikazan u animiranoj seriji Ratovi zvijezda: Droidi iz 1985. godine. Fotografiranje Annie Leibovitz u svibnju 2015. godine potvrdilo je da će Driver glumiti Kyla.
Prema drugim članovima glumačke ekipe, Driver je metodični glumac, što je značilo da je ponekad ostao u liku na setu kao Ren i nastavio nositi svoju masku između scena. Driver je objasnio da mu je cilj bio "zaboraviti da ste u Ratovima zvijezda i tretirati ga kao svaki drugi posao koji je ispunjen trenucima i problemima", jer iz perspektive likova koji žive u svemiru filma, "Darth Vader je stvaran."

## Karakterizacija
Redatelj J.J. Abrams je za časopis Empire u kolovozu 2015. rekao: "Kylo Ren nije Sith. On radi pod vrhovnim vođom Snokeom, koji je moćna figura na tamnoj strani sile." Abrams je ranije izjavio da je lik došao do imena Kylo Ren kada se pridružio grupi zvanoj Knights of Ren." Robbie Collin iz The Telegraph opisao je Rena kao "vrloglavog, radikaliziranog džihadista tamne strane, čiji crveni svjetlosni mač pršti i pucketa jednako silovito kao i njegova ćud". Abrams je primijetio: "Svjetlosni mač je nešto što je sam izgradio, i opasan je i žestok i hrapav kao i lik." Telegraph također objašnjava da Renov divlji i nestalan temperament i "tjeskobna" nestabilnost ga čine opasnim. Melissa Leon iz The Daily Beast opisuje Renovu upotrebu Sile kao "zastrašujću", navodeći njegovu sposobnost da zaustavi pucanj blastera u zraku, imobilizira žrtve i ispita njihove umove protiv njihove volje.
Lawrance Kasdan je za Entertainment Weekly u kolovozu 2015. rekao: "Sada sam napisao četiri filma za Ratove zvijezda i nikad nije postojao lik poput onog kojeg glumi Adam. Mislim da ćete vidjeti nešto što je potpuno novo u sagi", napominjući da je lik "pun emocija". Abrams je objasnio: "Mislim da ono što Rena čini tako jedinstvenim je to što on nije tako potpuno formiran kao kad sretnemo lik kao što je Darth Vader... On nije vaš prototipski negativac koji vrti brkove. On je pomalo složeniji od toga." Driver je u prosincu 2015. rekao da je, unatoč vizualnim sličnostima s Darthom Vaderom, Ren "različit od bilo kojeg negativca kojeg je franšiza vidjela". On je objasnio:
Osjećam da u njemu postoji nepromišljenost koja se možda inače ne povezuje s Tamnom stranom. Obično mislite na red, strukturu, punu predanost i bez oklijevanja... on je samo malo neuglađeniji. To je u njegovom kostimu, u njegovom svjetlosnom maču - tako da na neki način imate osjećaj da to jednostavno ne može funkcionirati ni u jednom trenutku; da bi samo moglo eksplodirati. To je za njega kao velika metafora.
Driver je tvrdio da je bio upoznat s nekoliko detalja pozadine Kyla Rena tijekom snimanja filmova. Prema Levu Grossmanu, koji je intervjuirao glumca uoči Uspon Skywalkera, Driver je izvijestio da su “i Han Solo i Leia bili previše zaokupljeni sobom i u toj ideji o sebi kao herojima da bi stvarno bili pažljivi roditelji koje je mladi i nježni Kylo Ren doista trebao.” Pozadina o tome kako je Ben Solo postao Kylo Ren razrađena je u grafičkom romanu prequel pod nazivom "Uspon Kyla Rena" (koji je napisao Charles Soule i ilustrirao Will Sliney), koji je objavio i objavio Marvel Comics od 18. prosinca 2019. do 11. ožujka 2020..
Određeni aspekti cjelokupnog luka Kyla Rena u tri filma trilogije također su bili poznati Driveru od početka produkcije prvog filma. Tvrdio je da je “imao jednu informaciju o tome kamo sve to vodi... i stvari su se razvijale prema tome.” Kasnije je pojasnio:
J.J. Abrams mi je rekao kada sam ga prvi put sreo da bih trebao zamisliti putovanje lika potpuno suprotnog Darthu Vaderu...netko tko počinje kao dijete i postaje muškarac tijekom tri filma. Postaje bliži svojim uvjerenjima, postaje sigurniji u svoje izbore, ali je metaforički i fizički ubio svog oca kako bi postao svoja osoba.
Na pitanje IGN-a u prosincu 2017. vjeruje li da je Kylo Ren sposoban iskupiti se, scenarist/redatelj Posljednjeg Jedija Rian Johnson je odgovorio: "Da... Šališ se? Vader je bio gori nego što je Kylo ikada bio, mislim, a Vader se iskupo." Navodeći složenost lika, Johnson je artikulirao: "Ne vidim smisao pokušavati zavući se iza njegove maske i naučiti više o njemu ako sve što želimo naučiti je 'Da, on je samo zao negativac kojeg treba ubiti.'” Koscenarist filma Uspon Skywalkera Chris Terrio također je podržao ovu poziciju uspoređujući Kyla s Darthom Vaderom. Prema Terriu, “Vader je bio suučesnik u genocidu, okrutnosti i izopačenosti. Ipak, postoji taj inherentni optimizam u Ratovima zvijezda da svjetlo u vama nikada uistinu ne nestaje. Da se još uvijek možete iskupiti do zadnje minute – što je, u Vaderovom slučaju, doslovno bila istina... Leia nikad nije odustajala od nade da se Kylo može iskupiti, a znala je da je Rey vjerojatno način na koji će se to dogoditi .” Abrams je dalje razradio ovu točku:
Možda je to optimista u meni, ali ja bih volio misliti da je bilo tko, čak i netko tko radi najstrašnije stvari, iskupljiv. A dakako, jer njegova majka Leia vjeruje da u njemu još uvijek ima svjetla, bilo je teško zamisliti da bi pogriješila u vezi s njim.
Uspon Skywalkera otkrio je da su Kylo Ren i Rey dvije polovice "dijade" u Sili, koju je Terrio alternativno opisao kao "neku vrstu srodnih duša u Sili" i "blizance predodređenosti, blizance sudbine." Oboje redatelja, Rian Johnson i J.J. Abrams, su također opisali njihovu vezu kao romansu, s Abramsom koji je objasnio da je, tijekom produkcije filma Sila se budi, doživio da imaju jednako "dinamiku brata i sestre" kao i " romantičnu stvar" zbog njihove duhovne povezanosti u Sili, dok Johnson objašnjava intimnost razvijenu između dvaju likova u Posljednji Jedi zbog njihovih interakcija tijekom veza Sile. Johnson također objašnjava apel Kyla Rena da mu se Rey pridruži tijekom Posljednjeg Jedija uspoređujući to s ljubavnim priznanjem u filmu Notting Hill:
Reći ću ovo – trenutak kada je Kylo uputio apel da mu se pridruži, a Adam je to tako dobro uhvatio u svojoj maloj molbi, bilo mi je važno da to nije bila partija šaha, nije bila samo manipulacija. To je nezdravo, a mnogo toga je groznog u načinu na koji on manipulira. S njegove točke gledišta, to je vrlo gola, otvorena, emotivna ponuda. To je njegova verzija: 'Ja sam samo djevojka koja stoji ispred momka'... Na isti način kao kada priča svoju verziju priče s Lukeom, to je njegov doživljaj tog trenutka.

## Kulturološki utjecaj
Lik i prikaz Adam Drivera dobili su pohvale kritičara; Driver je 2016. osvojio nagradu Saturn za najboljeg sporednog glumca za svoj portret. U siječnju 2018. čitatelji Empirea proglasili su Kylo Rena sedmim najvećim filmskim negativcem svih vremena. Mnogi recenzenti pohvalili su Renovu proturječnu prirodu i dubinu, kao i njegovu kostimografiju, i primijetili da postoji mnogo mjesta na kojima bi se lik mogao snimiti u budućim nastavcima. Peter Bradshaw iz The Guardian hvalio je i lik i glumca, rekavši: "On je prekrasno okrutan, zloban i hirovit – i za razliku od starog Vadera, podliježe napadima bijesa, s izvučenim svjetlosnim mačem." Terri Schwartz iz IGN-a također je nazvao Driverovu izvedbu "spektakularnom", ističući da "njegova izvedba dodaje veliku dubinu liku koji bi mogao ispasti jednodimenzionalan, a implikacije njegovog luka ostavljaju gledatelju puno razmišljanja nakon što napuste kazalište." Collin je napisao: "Opisati Kyla Rena kao Vadera iz ovog filma bilo bi točno u određenom smislu... Ali to bi također značilo podcjenjivanje duboke domišljatosti s kojom su Abrams, Kasdan i Arndt osmislili ovaj zapanjujući lik, a također i izvori emocionalnog meteža koje Driver ulaže u njega." Uspoređujući lik s Vaderom u jednoj noti iz filma iz 1977., Melissa Leon naziva Rena "živim bojnim poljem između tame i svjetla, što ga čini daleko više rezonantan i poznatimportretom te borbe nego što smo ikad vidjeli u Ratovima zvijezda... [što ga] čini daleko zanimljivijim zlikovcem." Abrams je rekao za Entertainment Weekly: "Bila je velika radost raditi s Adam Driverom na ovoj ulozi, jer se u to bacio na dubok i izvanredan način." Todd McCarthy iz Hollywood Reporter je primijetio: "Ren ima izražen kompleks inferiornosti, što čini pametan prikaz zlog momka koji bi se mogao odvesti na zanimljiva mjesta i u pisanju i izvedb." Peter Travers iz Rolling Stone napisao je: "Pokušaj ćelavog lica da se klonira Vader, jedan od najvećih zlikovaca u povijesti filma, zveketno je očit, ali Driver, maskiran i nemaskiran, čini ga hipnotičkim i opsjedavajućim konture." Kyle Buchanan s Vulture.com bio je oduševljen otkrićem Drivera ispod maske. Leon je, međutim, tvrdio:
Ali to lice – lice normalnog, ranjivog mladića – je subverzivno najstrašnija stvar u reimaginaciji Nove nade J. J. Abramsa. Umjesto čistog zla, Ren je nešto mnogo poznatije: on je čovjek. Baš kao i mladići iz stvarnog života s umom zamagljenim strahom, mržnjom i bijesom koji svakodnevno čine neopisiva djela u našem svijetu... svi vizualni znakovi koji lik ostavljaju otvorenim za kritike da nije dovoljno "zao"—jesu svi znakovi Renove borbe između Tamne strane i Svjetla.
Neki gledatelji su primijetili da Renov karakterni luk dijeli sličnosti s likom iz Star Wars Expanded Universe Jacena Soloa, sina Hana Sola i princeze Leie koji prijeti galaksiji kao pali Jedi. Osim toga, kritičari su primijetili sličnost između Renovog dizajna likova i Revanovog, protagonista Vitezova Stare Republike

## Vanjske poveznice
- Kylo Ren u StarWars.com datoteci
- Kylo Ren u Wookieepedia, a Star Wars wiki